# Shola Shoretire
Shola Maxwell Shoretire, född 2 februari 2004, är en engelsk fotbollsspelare som spelar för Manchester United.

## Karriär
Shoretire debuterade för Manchester United i Premier League den 21 februari 2021 i en 3–1-vinst över Newcastle United, där han blev inbytt i den 89:e minuten mot Marcus Rashford. Fyra dagar senare blev han Manchester Uniteds yngste spelare någonsin i en europeisk turnering då han blev inbytt mot Real Sociedad i Europa League.